# Lord Mord
Lord Mord je román spisovatele Miloše Urbana, který v roce 2008 vydalo nakladatelství Argo.

## Děj románu
Román se odehrává v Praze na konci 19. století v době velké pražské asanace bývalého židovského ghetta. Hrdinou je fiktivní hrabě Arco, mladý nemocný šlechtic, který se oddává neřestem a v důsledku užívání drog postupně ztrácí rozum, místy přestává rozeznávat své děsivé představy od skutečnosti a zamýšlí se nad svým lehkomyslným životem. Do něj se prolíná etnické napětí mezi Čechy, Němci a Židy, praktiky c. k. policejní mašinerie a mocensko-ekonomické machinace spojené s rozsáhlým bouráním v centru Prahy.
Několik obyvatel staré městské čtvrti „v Židech“ je za podivných okolností zavražděno. Vraždy se odehrávají v blízkosti hraběte Arca a jsou připisovány starému židovskému strašidlu nazývanému „Masíčko“ neboli „Kleinfleisch“, případně někomu, kdo se za něj vydává.
Petr Nagy z iLiteratura knihu ocenil.